# Huntingdon (Québec)
Huntingdon ist eine Stadt in der kanadischen Provinz Québec. Sie liegt in Huntingdon County, im Südwesten von Quebec. Die Stadt liegt 75 km südwestlich von Montreal und nahe der Grenze zum US-amerikanischen Bundesstaat New York. Benannt ist der Ort nach dem englischen Huntingdon.